# Боулз

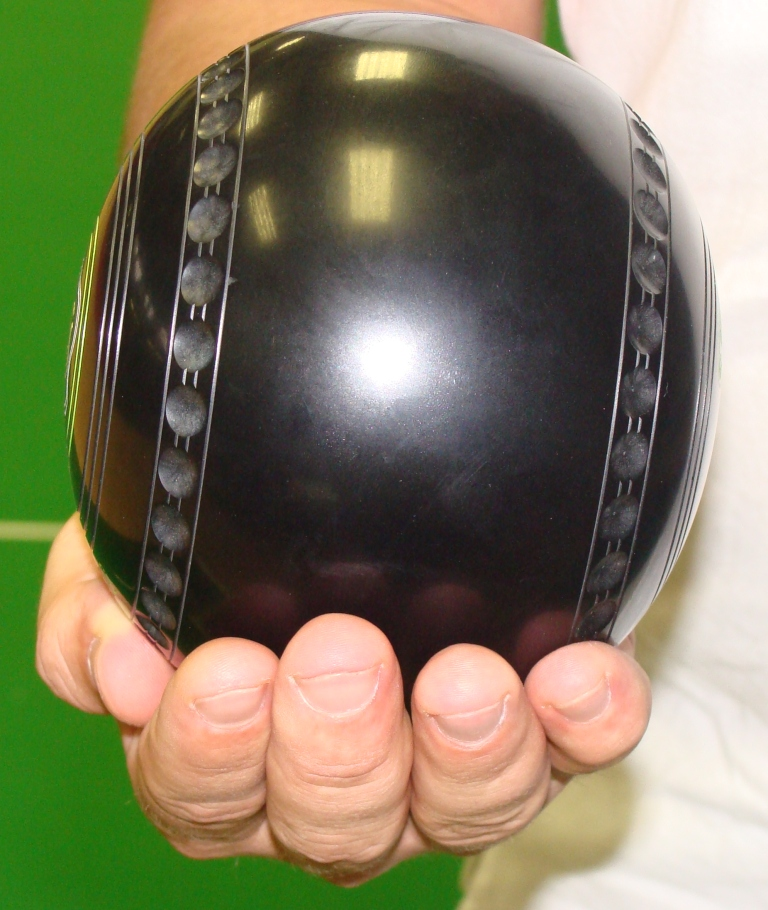
Куля для гри в боулз

Боулз (англ. bowls; гра в кулі або кулі) — традиційна англійська спортивна гра, дуже популярна в країнах Британської співдружності, головна мета якої — підкотити асиметричні кулі якомога ближче до невеликої білої кулі, яка зветься «Джек» (Jack) або «Кітті» (Kitty).
У грі в боулз зазвичай змагаються дві команди, що складаються з одної (одинаки), з двох (пари), з трьох (трійки) або чотирьох (квартет) осіб. Одинаки і пари зазвичай грають з чотирма кулями, іноді з двома, трійки зазвичай з трьома, а четвірки завжди грають з двома кулями.
Кулі називаються «вудз» (woods або дерев'яні кулі), позаяк у минулому вони виготовлялися з твердих порід деревини (дуб, осика). Але в наші дні часто використовується твердий каучук або багатошаровий синтетичний матеріал. Кожен «вудз» виготовлений таким чином, що один із його боків є більш скошеним, ніж інший — це зумовлює зсув центру ваги кулі. За правильного кидка зміщений центр ваги змушує кулю котитися злегка вигнутою траєкторією, що ускладнює процес гри.

## Історія

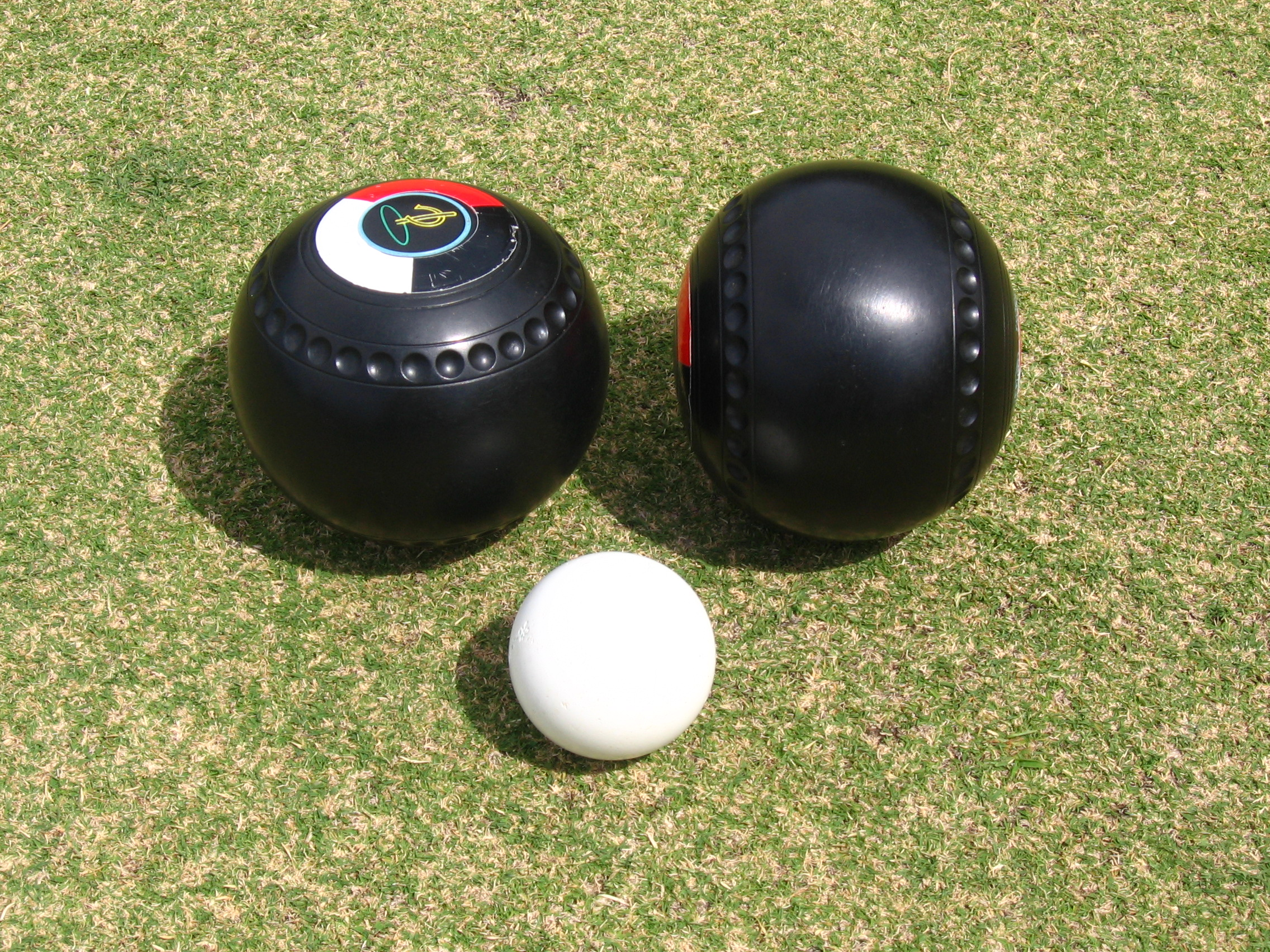
Два «вудза» й «кітті»

Історики вважають, що гра в кулі виникла ще в Стародавньому Єгипті. Єгиптяни грали в цю гру за допомогою маленьких камінчиків. Даний факт був встановлений завдяки знайденим артефактам під час розкопок поховань, що відносяться орієнтовно до 5 століття до нашої ери. Цей вид спорту став популярним по всьому світу і прийняв безліч різноманітних форм, таких як: «бочче» (bocce, Італія), «бола» (bolla, Саксонія), «боле» (bolle, Данія), «буль» (boules, Франція) й «ула мяка» (ula miaka, Полінезія).
Найстаріший корт, на якому досі грають в кулі, знаходиться в місті Саутгемптон, Англія. Цей корт, згідно з історичними записами, використовується для ігор з 1299 року нашої ери.
Як і багато інших видів спорту, гра в кулі поширилася на Британські колоніальні країни в 1600-х роках. Перша гра в кулі на траві в Північній Америці була проведена на початку 17-го століття в США. Історичні записи свідчать про те, що Президент Джордж Вашингтон також грав у кулі в своєму маєтку. У Канаді цей вид спорту вперше був представлений у 1730 році, коли була зіграна перша партія гри в кулі в місті Порт Рояль, Нова Шотландія. В Австралії перша гра відбулася в місті Сенді Біч, Тасманія в 1844 році. У Новій Зеландії ця гра була представлена на 30 років пізніше. 
У 1903 році була створена Британська асоціація кеглів. Всесвітній Комітет гри в кулі відповідає за стандартизацію правил гри у всьому світі, і його основним завданням є популяризація гри на всій земній кулі.
Через те, що для перемоги в змаганнях не потрібна особлива фізична підготовка, грою в кулі особливо захоплюються люди похилого віку, проте в лавах гравців є чимало молоді.

## Лоун Боулз— гра в кулі на траві
Лоун Боулз (англ. lawn bowls) зазвичай проводиться на газоні завдовжки 30,18 — 40,23 м.

## Індор Боулз— гра в кулі у приміщенні
Індор Боулз (англ. indoor bowls) є відповідником гри на траві, з тією відмінністю, що в приміщенні замість газону використовується штучне покриття, поле для гри ідентичне до того, що використовується в ігрі на газоні.

## Шот Мет Боулз— гра в кулі на коротких доріжках
Шот Мет Боулз (англ. short mat bowls)  — гра в кулі на доріжках з розмірами 12,2-13,75 м довжини на 1,83-1,9 м ширини з використанням стандартних куль.
У центрі ігрового поля знаходиться спеціальний блок, що розділяє поле на дві частини. Цей блок не дає гравцеві можливості зробити прямий кидок на «Джека». Гравцям у момент кидка необхідно враховувати зміщений центр ваги кулі, таким чином, щоб він огинав центровий блок і влучав у ціль.